# Janina Bogdańska

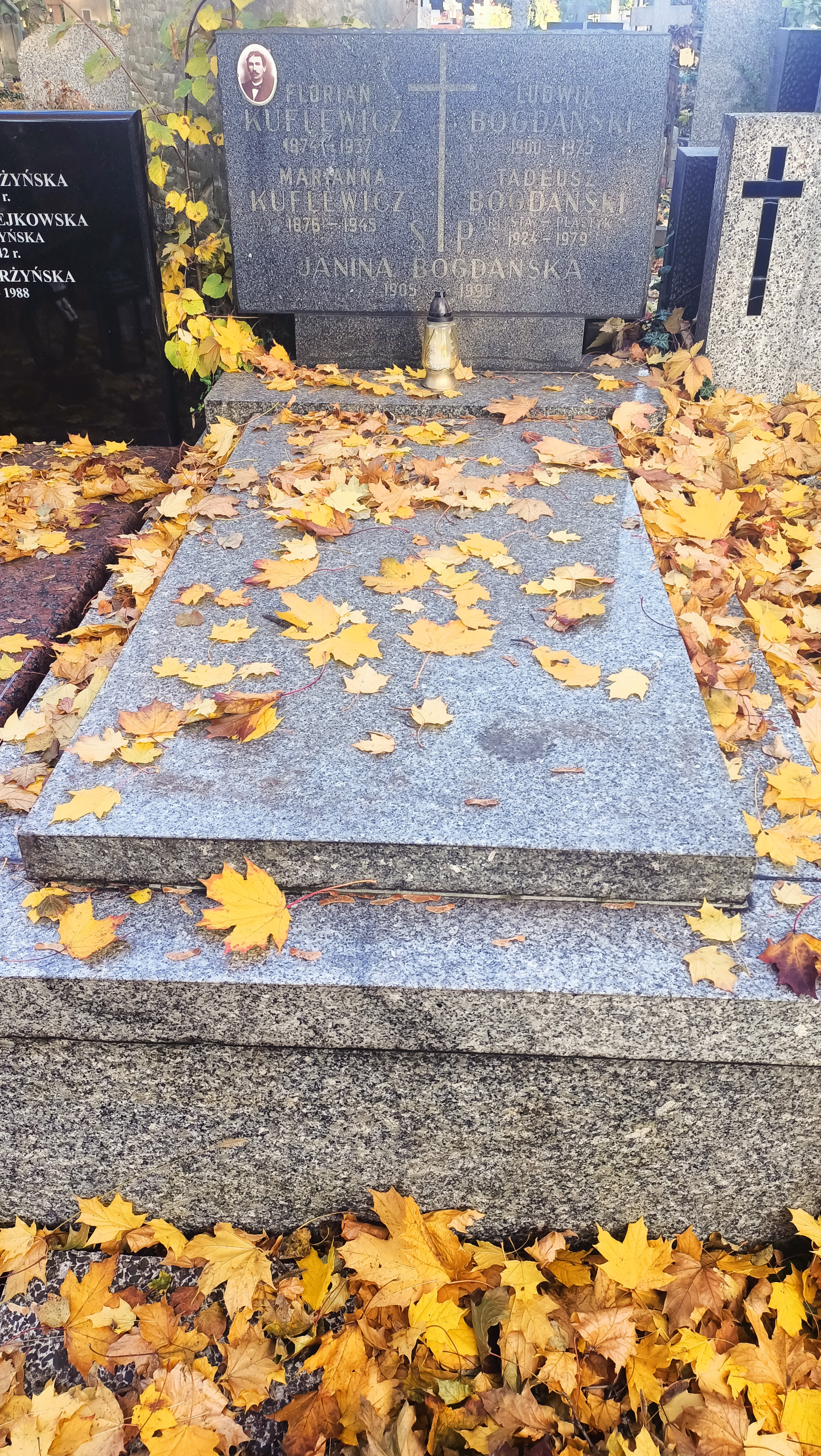
Grób Janiny Bogdańskiej na Cmentarzu Bródnowskim w Warszawie

Janina Bogdańska (ur. 5 kwietnia 1905, zm. 31 lipca 1995) – polska Sprawiedliwa wśród Narodów Świata.

## Życiorys

### Przybranie Hersza Fenigsteina
Przed rozpoczęciem okupacji niemieckiej Janina Bogdańska mieszkała z mężem Ludwikiem Bogdańskim i synem Tadeuszem w Warszawie na Marymoncie przy ul. Potockiej 4. W 1935 r. jej małżonek znalazł w stajni żydowskiego chłopca w wieku 11 lub 12 lat, Hersza Fenigsteina (Herszka Fenigstajna), którego para zdecydowała się przygarnąć i wychować. W 1937 r. zmarła biologiczna matka Herszka, bezdomna kobieta sprzedająca obwarzanki na Starym Mieście. Herszek był traktowany jak jedno z własnych dzieci Bogdańskiej, razem z nimi dorastał i kształcił się. Troska o bezpieczeństwo dziecka sprawiła, że Bogdańska zwróciła się po pomoc do ks. Truszyńskiego, miejscowego proboszcza, który ochrzcił dziecko w listopadzie 1940 r. i przekazał metrykę chrztu na nazwisko Henryk Wichrowski. W 1943 r. mieszkanie Bogdańskiej zostało nawiedzone przez niemiecką żandarmerię wskutek donosu sąsiadki o ukrywaniu dziecka o żydowskim pochodzeniu. Chłopiec uniknął prześladowania dzięki wstawiennictwu członka podziemia podającego się za etnicznego Niemca (Volksdeutsche). Po tym zdarzeniu Bogdańska, chcąc zapewnić ukrywanemu Herszkowi bezpieczeństwo, zorganizowała zarejestrowanie Fenigsteina do pracy w Niemczech za pośrednictwem Arbeitsamtu, w czym pomogła jej działająca w konspiracji członkini PPS, Jadwiga Maldis, a także Barbara Rutkowska i była działaczka Związku Niezależnej Młodzieży Socjalistycznej, Irena Bobińska-Skotnicka. Jesienią 1943 r. Fenigstein został wysłany przez Bogdańską do Niemiec, gdzie nierozpoznany przebywał w prywatnym gospodarstwie rolnym do wyzwolenia terenu przez siły alianckie w 1945 r. W 1947 r. Fenigstejn odszukał Bogdańską, którą uważał za swoją matkę i założył własną rodzinę w Polsce.

### Pomoc udzielona Aleksandrowi i Irenie Skotnickim
W maju 1943 r. Bogdańska zorganizowała bezpieczne schronienie również dla Ireny i Aleksandra Skotnickich, uchodźców z warszawskiego getta. Skotnicki walczył wcześniej w powstaniu w getcie. Kobieta zapewniła im prowiant i ukrycie do czasu, aż nie znalazła dla dwójki bezpiecznej kryjówki z dala od miasta. Tam Skotniccy doczekali wyzwolenia przez Armię Czerwoną, a po zakończeniu działań wojennych pobrali się. Skotnicki zeznawał w gdańskim procesie przeciwko odpowiedzialnemu za stłumienie powstania w getcie Jürgenowi Stroopowi, po czym małżeństwo udało się na emigrację do Australii. 

### Odznaczenia
22 grudnia 1997 r. Jad Waszem uznał Janinę Bogdańską za Sprawiedliwą wśród Narodów Świata.

### Miejsce spoczynku
Pochowana na cmentarzu Bródnowskim w Warszawie (kwatera 83B-2-5).